# Guerra contra las drogas en Miami
La guerra contra las drogas de Miami fue una serie de conflictos armados en las décadas de 1970 y 1980, que tomaron lugar en la ciudad de Miami, Florida entre el gobierno de los Estados Unidos y varios carteles de drogas colombianos, siendo el principal el Cartel de Medellín. Una guerra influenciada principalmente por el tráfico ilegal de la cocaína.
El tiroteo en Dadeland Mall fue lo que desencadenó aquella guerra; el 11 de julio de 1979 a plena luz del día dos hombres armados pertenecientes a un cartel colombiano entraron a una licorería para disparar a dos hombres que se encontraban ahí. Los dos asesinos fueron apodados de inmediato como «Los Vaqueros de la Cocaína» por un oficial de policía. La violencia se ha convertido en algo común en Miami. En 1980 la ciudad contó 573 asesinatos, y el año siguiente el número subió a 621. Para el año 1981 la morgue de la ciudad registró una sobrepoblación de cadáveres y se vio forzada a rentar un camión frigorífico para conservar los cuerpos, manteniéndose así hasta 1988.Gran parte de las oleadas y conflictos de violencia estaban ligados al creciente comercio de drogas. En 1981 Miami fue responsable de traficar el 70% de la cocaína del país, el 70% de la marihuana y el 90% de metacualona falsificada.
Gran parte de la actividad de tráfico de drogas en Miami tuvo como sede el hotel Mutiny en Coconut Grove, donde los traficantes se reunían con frecuencia para llevar a cabo sus negocios. Para 1981 el crimen en Miami era tan agresivo que el periodista Roben Farzad manifestó que Miami se trataba de un estado fallido. Durante este período grandes traficantes  como los hermanos Falcon y Sal Magluta, movieron alrededor de 2 mil millones de dólares de cocaína desde Colombia. Los traficantes del cartel de Medellín Rafael Cardona Salazar, Carlos Lehder, Mickey Munday, Jon Roberts, Griselda Blanco, George Jung, Barry Seal y Max Mermelstein ingresaron cantidades considerables de drogas a Miami desde Colombia con la ayuda de Jorge "Rivi" Ayala, acusado como sicario responsable de alrededor de tres docenas de asesinatos.
Después de eso Miami pasó a ser conocida como «La Capital Mundial de la Droga» debido a las consiguientes guerras territoriales entre los capos del narcotráfico.Una de las líderes del tráfico de droga en Miami fue la colombiana Griselda Blanco, siendo pionera en el tráfico de cocaína y responsable de más de 200 homicidios.Con el colapso del Cartel de Medellín y otros carteles, la guerra contra las drogas disminuyó.